# Hentzia mitrata
Pour les articles homonymes, voir Attus mitratus.
Espèce
Synonymes
- Attus mitratus Hentz, 1846
- Attus morigerus Hentz, 1846
- Maevia sulphurea C. L. Koch, 1846
- Maevia pallida C. L. Koch, 1846

Hentzia mitrata est une espèce d'araignées aranéomorphes de la famille des Salticidae.

## Distribution
Cette espèce se rencontre, :
- au Canada au Québec et en Ontario ;
- aux États-Unis au Massachusetts, au Connecticut, dans l'État de New York, en Pennsylvanie, au New Jersey, au Maryland, à Washington, en Virginie, au Virginie-Occidentale, en Caroline du Nord, au Caroline du Sud, en Ohio, au Michigan, au Wisconsin, au Minnesota, en Iowa, en Illinois, au Missouri, au Kansas, en Arkansas, au Texas, en Louisiane, au Mississippi, en Alabama, en Géorgie et en Floride ;
- aux Bahamas.

## Description

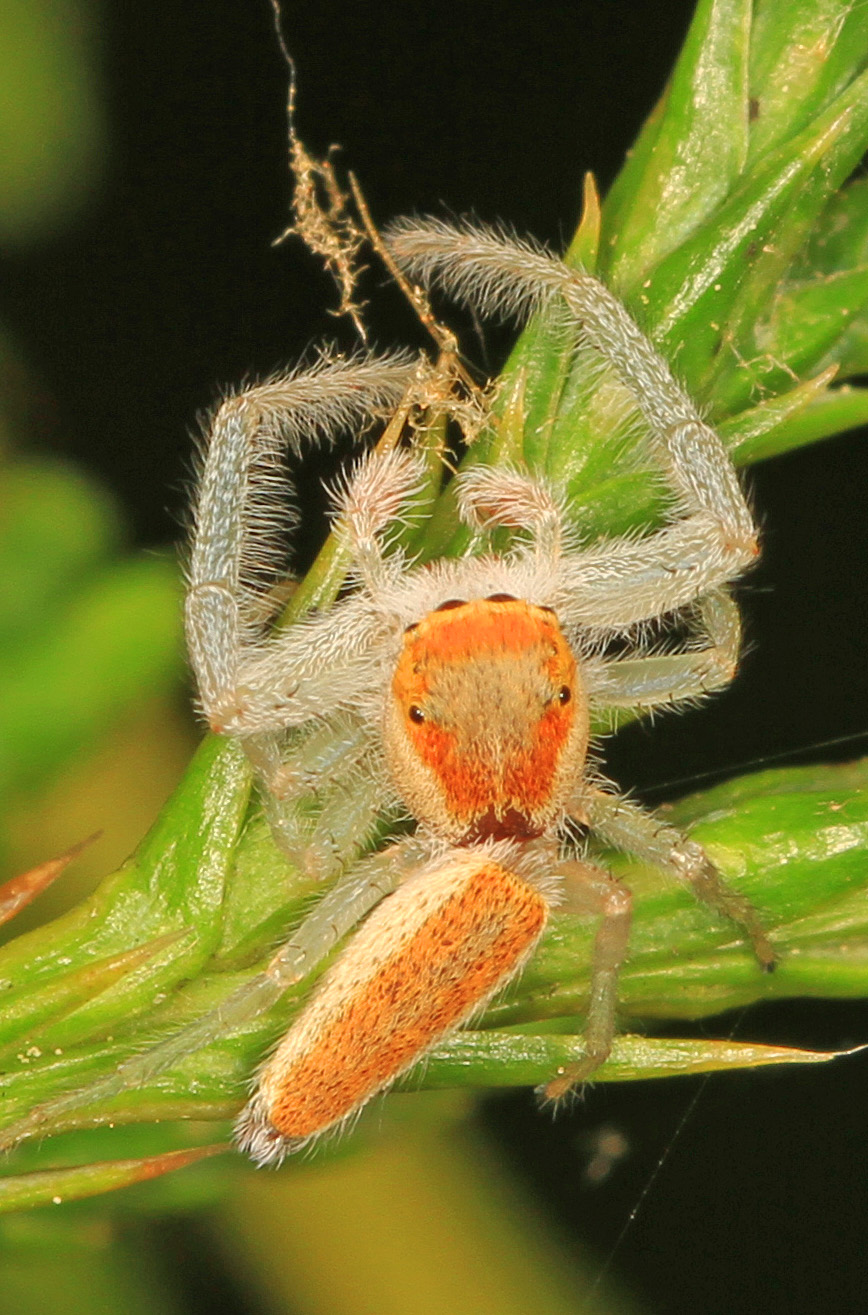
Hentzia mitrata

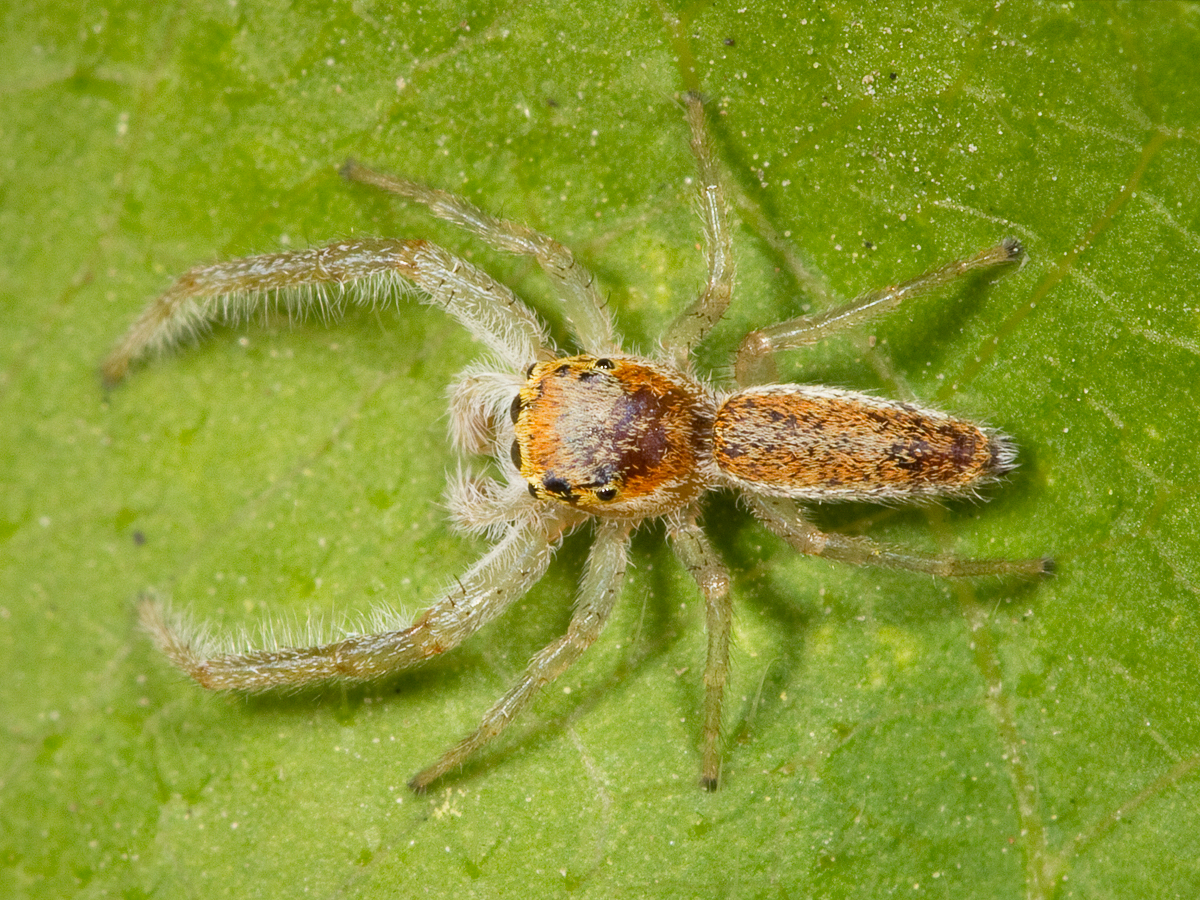
Hentzia mitrata ♂

Les mâles mesurent de 3,50 à 4,10 mm et les femelles de 2,90 à 4,50 mm.

## Comportement

### Alimentation
Ce prédateur insectivore semble consommer la sève de certaines plantes à laquelle il accède en mordant les feuilles avec ses chélicères.

## Publication originale
- Hentz, 1846 : Descriptions and figures of the araneides of the United States. Boston Journal of Natural History, vol. 5, p. 352-370 (texte intégral).